# Еренов, Абдуали Еренович
Абдуали Еренович Еренов (30 сентября 1923, Туркестан, Шымкентская область, Киргизская АССР, СССР — 27 сентября 2004, Алма-Ата, Казахстан) — советский и казахский учёный, доктор юридических наук (1963), профессор (1965), академик НАН РК (2003). Заслуженный деятель науки КазССР (1983).

## Биография
Родился в 1923 году в городе Туркестан. Участник Великой Отечественной войны. В 1949 году окончил Ташкентский юридический институт, после чего поступил в аспирантуру Института государства и права АН СССР, защитив в 1952 году кандидатскую диссертацию на тему «Земельно-водное законодательство в Казахстане в первой фазе развития Советского социалистического государства».
В 1958—1985 годах — старший научный сотрудник, заведующий отделом, главный научный сотрудник в Институте философии и права АН КазССР; с 1985 года заведующий отделом аграрно-правовых наук.
В 1963 году защитил докторскую диссертацию, в 1965 году получил звание профессора, а в 1967 году — член-корреспондент АН Казахской ССР.
В 1985 г. ему присуждена премия АН Казахской ССР имени Ч. Ч. Валиханова за работу «Теоретические проблемы правового обеспечения рационального использования и охраны природных ресурсов».
Умер в 2004 году в Алма-Ате.

## Научная деятельность
Научные исследования посвящены истории земельных отношений, правовой охраны природы в Казахстане, экологии, аспектам сельского хозяйства в условиях рыночной экономики.
Некоторые работы:
- Правовая охрана природы в Казахской ССР, А., 1977;
- Эффективность природоохранительного законодательства, А., 1988.